# Bățani
Bățani es una comuna ubicada en el distrito de Covasna, Rumania.

## Superficie
Posee una superficie de 222,3 kilómetros cuadrados.

## Demografía
Hasta 2021 la población era de 4588 habitantes, con una densidad de población de 20,64 habitantes por kilómetro cuadrado.